# فهرست آثار ملی شهرستان شازند
شهرستان شازند یکی از شهرستان‌های استان مرکزی ایران است. مرکز این شهرستان، شهر شازند است که در ۳۵ کیلومتری جنوب‌غربی اراک قرار دارد. این شهرستان با استان‌های همدان و لرستان هم‌مرز است و دارای آب‌وهوای کوهستانی است.

## آثار ثبت‌شده
| ردیف | نام اثر                                | نگاره          | دیرینگی                        | موقعیت                                                                               | شمارهٔ ثبت | تاریخ ثبت  | منبع  |
| ---- | -------------------------------------- | -------------- | ------------------------------ | ------------------------------------------------------------------------------------ | --------- | ---------- | ----- |
| ۱    | امامزاده سهل بن علی                    |                | صفویه                          | شهر آستانه، ۴۵ ک جنوب غربی اراک                                                      | ۳۲۳       | ۱۳۱۸/۱۱/۲۰ | [ ۱ ] |
| ۲    | تپه باستانی مشهدی شریف                 | بارگذاری تصویر | تاریخی ـ اسلامی                | شهرستان سربند، بخش زالیان، دهستان پل دوآب، ۲/۳ کیلومتری شمال غرب روستای لنجرود       | ۶۵۹۷      | ۱۳۸۱/۱۰/۱۰ | [ ۲ ] |
| ۳    | تپه باستانی گنک                        |                | تاریخی ـ اسلامی                | شهرستان سربند، بخش زالیان، دهستان پل دوآب، ۱/۳ کیلومتری شمال غرب روستای لنجرود       | ۶۵۹۸      | ۱۳۸۱/۱۰/۱۰ |       |
| ۴    | تپه عمارت                              |                | پیش از تاریخ ـ تاریخی          | شهرستان سربند، بخش مرکزی، دهستان قره کهریز، روستای عمارت                             | ۶۵۹۹      | ۱۳۸۱/۱۰/۱۰ |       |
| ۵    | تپه باستانی هفته                       |                | تاریخی                         | شهرستان سربند، بخش مرکزی، دهستان قره کهریز، روستای هفته                              | ۶۶۰۰      | ۱۳۸۱/۱۰/۱۰ |       |
| ۶    | تپه باستانی گور دراز/ نجف‌آباد          |                | پیش از تاریخ ـ تاریخی          | مرکزی، شهرستان سربند، بخش زالیان، روستای نجف آباد                                    | ۶۶۰۱      | ۱۳۸۱/۱۰/۱۰ |       |
| ۷    | تپه باستانی ابودلف                     |                | قرن ۴ تا ۸ ق                   | استان مرکزی، شهرستان سربند، جنوب غربی شهرآستانه                                      | ۶۶۰۲      | ۱۳۸۱/۱۰/۱۰ |       |
| ۸    | تپه قلعه قلندرون                       |                | تاریخی ـ قرن ۵و۸ق              | شهرستان شازند، بخش زالیان، روستای نهرمیان                                            | ۶۹۶۱      | ۱۳۸۱/۱۰/۱۰ |       |
| ۹    | تپه قلعه روستای سر سختی                |                | هزاره ۴ ق‌م                     | شهرستان شازند، بخش مرکزی، جنوب شهر تاریخی آستانه روستای سرسختی                       | ۶۹۶۲      | ۱۳۸۱/۱۰/۱۰ |       |
| ۱۰   | تپه دنبه                               |                | هزاره ۴ ق‌م                     | شهرستان شازند، بخش مرکزی، ۷ کیلومتری غرب شهر شازند، روستای دنبه                      | ۶۹۶۳      | ۱۳۸۱/۱۰/۱۰ |       |
| ۱۱   | تپه باستانی روستای نورآباد             |                | هزاره یک ق‌م ـ ساسانی ـ اسلامی  | شهرستان شازند، بخش زالیان، دو کیلومتری روستای نور آباد                               | ۶۹۶۴      | ۱۳۸۱/۱۰/۱۰ |       |
| ۱۲   | تپه مس (سرسختی)                        |                | اسلامی                         | شهرستان شازند، بخش مرکزی، دهستان قره کهریز، یک کیلومتری شرق روستای سرسختی سفلی       | ۷۲۲۶      | ۱۳۸۱/۱۱/۱۲ |       |
| ۱۳   | تپه ده‌سفید                             |                | تاریخی ـ اسلامی                | شهرستان شازند، بخش هندودر، دهستان مالمیر یک کیلومتری شرق روستای مالمیر               | ۷۲۲۷      | ۱۳۸۱/۱۱/۱۲ |       |
| ۱۴   | تپه نوعه                               |                | پیش از تاریخ                   | شهرستان شازند، بخش هندودر، دهستان مالمیر، ۲۰۰ متری غرب روستای مالمیر                 | ۷۲۲۸      | ۱۳۸۱/۱۱/۱۲ |       |
| ۱۵   | تپه اور تالغ                           |                | تاریخی                         | شهرستان شازند، بخش هندودر، دهستان مالمیر، یک کیلومتری شمال روستای مالمیر             | ۷۲۲۹      | ۱۳۸۱/۱۱/۱۲ |       |
| ۱۶   | تپه چغا شش بید                         |                | تاریخی                         | شهرستان شازند، بخش مرکزی، ۳ کیلومتری جنوب روستای پاکل                                | ۸۵۷۲      | ۱۳۸۲/۰۲/۰۹ |       |
| ۱۷   | تپه چغا سبز ۱                          |                | تاریخی                         | شهرستان شازند، بخش مرکزی، ۲/۵ کیلومتری شمال غرب روستای عضدیه                         | ۸۵۷۳      | ۱۳۸۲/۰۲/۰۹ |       |
| ۱۸   | تپه باوانه                             |                | اسلامی                         | شهرستان شازند، بخش مرکزی، دهستان قره کهریز، ۳ کیلومتری جنوب شرقی روستای غینر         | ۸۵۷۴      | ۱۳۸۲/۰۲/۰۹ |       |
| ۱۹   | تپه چغا گردنه                          |                | پیش از تاریخ                   | شهرستان شازند، بخش مرکزی، ۲/۵ کیلومتری جنوب غربی روستای پاکل                         | ۸۵۷۵      | ۱۳۸۲/۰۲/۰۹ |       |
| ۲۰   | تپه پاکله (سرتپه)                      |                | تاریخی                         | شهرستان شازند، بخش زالیان، دهستان نهرمیان، یک کیلومتری شمال شرقی روستای بهمنی        | ۸۵۷۶      | ۱۳۸۲/۰۲/۰۹ |       |
| ۲۱   | تپه گردله                              |                | تاریخی ـ اسلامی                | شهرستان شازند، بخش زالیان، دهستان نهرمیان، ۲/۵ کیلومتری شرق روستای مروارید دره       | ۸۵۷۷      | ۱۳۸۲/۰۲/۰۹ |       |
| ۲۲   | تپه قوش تپه                            |                | پیش از تاریخ                   | شهرستان شازند، بخش زالیان، دهستان نهرمیان، ۳۰۰ متری جنوب شرقی روستای قوش تپه         | ۸۵۷۸      | ۱۳۸۲/۰۲/۰۹ |       |
| ۲۳   | تپه ده‌سفید                             |                | تاریخی                         | شهرستان شازند، بخش مرکزی ۲۰۰ متری جنوب روستای ضیاء آباد                              | ۸۵۷۹      | ۱۳۸۲/۰۲/۰۹ |       |
| ۲۴   | تپه برج آقا                            |                | تاریخی ـ اسلامی                | شهرستان شازند، بخش مرکزی، ۵۰۰ متری جنوب غربی روستای برج                              | ۸۵۸۰      | ۱۳۸۲/۰۲/۰۹ |       |
| ۲۵   | تپه گل بداغ                            |                | تاریخی                         | شهرستان شازند، بخش سربند، دهستان هندودر ۱/۵ کیلومتری جنوب غربی روستای گل بداغ        | ۸۵۸۱      | ۱۳۸۲/۰۲/۰۹ |       |
| ۲۶   | تپه گرگ دره کتیران ۲                   |                | پیش از تاریخ ـ تاریخی          | شهرستان شازند، بخش زالیان، دهستان نهرمیان، دو کیلومتری جنوب شرقی روستای کتیران بالا  | ۸۵۸۲      | ۱۳۸۲/۰۲/۰۹ |       |
| ۲۷   | تپه فتحعلی                             |                | تاریخی ـ اسلامی                | شهرستان شازند، بخش سربند، دو کیلومتری جنوب غربی روستای ده داوود                      | ۸۵۸۳      | ۱۳۸۲/۰۲/۰۹ |       |
| ۲۸   | تپه خاکی روستای خسبیان                 |                | تاریخی ـ اسلامی                | شهرستان شازند، بخش زالیان، دهستان دوآب، شمال غربی روستای خسبیجان                     | ۸۵۸۴      | ۱۳۸۲/۰۲/۰۹ |       |
| ۲۹   | تپه استخر گبرها                        |                | تاریخی                         | شهرستان شازند، بخش مرکزی، دو کیلومتری شمال شرق روستای پاکل                           | ۸۵۸۵      | ۱۳۸۲/۰۲/۰۹ |       |
| ۳۰   | تپه کوچکه پر کله                       |                | تاریخی                         | شهرستان شازند، بخش مرکزی، ۳ کیلومتری جنوب شرقی، روستای پرکله                         | ۸۵۸۶      | ۱۳۸۲/۰۲/۰۹ |       |
| ۳۱   | تپه چغا سبز ۲                          |                | تاریخی                         | شهرستان شازند، بخش مرکزی، ۳ کیلومتری شمال غربی روستای عضدیه                          | ۸۵۸۷      | ۱۳۸۲/۰۲/۰۹ |       |
| ۳۲   | تپه موسی تپه                           |                | تاریخی                         | شهرستان شازند، بخش سربند، ۳۰۰ متری غرب روستای سارجلو                                 | ۸۵۸۸      | ۱۳۸۲/۰۲/۰۹ |       |
| ۳۳   | تپه سلام (شازند)                       |                | تاریخی ـ اسلامی                | شهرستان شازند، بخش مرکزی، دو کیلومتری شمال غربی روستای عضدیه                         | ۸۵۸۹      | ۱۳۸۲/۰۲/۰۹ |       |
| ۳۴   | تپه قبرستان ضیاءآباد                   |                | پیش از تاریخ ـ تاریخی          | شهرستان شازند، بخش مرکزی، یک کیلومتری شمال غرب روستای ضیاء آباد                      | ۸۵۹۰      | ۱۳۸۲/۰۲/۰۹ |       |
| ۳۵   | تپه نسار (چغا سیاه)                    |                | تاریخی ـ اسلامی                | شهرستان شازند، بخش زالیان، دهستان نهرمیان، ۳۰۰ متری روستای چغا سیاه                  | ۸۵۹۱      | ۱۳۸۲/۰۲/۰۹ |       |
| ۳۶   | تپه قلعه آقا حمید (دیرمیون بالا)       |                | تاریخی                         | شهرستان شازند، بخش مرکزی، ۷ کیلومتری غرب آستانه                                      | ۸۵۹۲      | ۱۳۸۲/۰۲/۰۹ |       |
| ۳۷   | تپه مزرعه خاتون ۱                      |                | پیش از تاریخ                   | شهرستان شازند، بخش زالیان، دهستان نهرمیان، ۵۰۰ متری شمال غربی روستای مزرعه خاتون     | ۸۵۹۳      | ۱۳۸۲/۰۲/۰۹ |       |
| ۳۸   | تپه جلایر                              |                | پیش از تاریخ ـ تاریخی ـ اسلامی | شهرستان شازند، بخش زالیان، دهستان نهرمیان روستای جلایر                               | ۸۵۹۴      | ۱۳۸۲/۰۲/۰۹ |       |
| ۳۹   | تپه قلعه ده کوثر                       |                | تاریخی ـ اسلامی                | شهرستان شازند، بخش مرکزی، ۲۰۰ متری شرق روستای ده کوثر                                | ۸۵۹۵      | ۱۳۸۲/۰۲/۰۹ |       |
| ۴۰   | دو تپه گل زرد                          |                | پیش از تاریخ                   | شهرستان شازند، بخش زالیان، دهستان نهرمیان، ۳/۵ کیلومتری جنوب شرقی روستای گل زرد      | ۸۵۹۶      | ۱۳۸۲/۰۲/۰۹ |       |
| ۴۱   | تپه گرگ دره کتیران ۱                   |                | تاریخی ـ اسلامی                | شهرستان شازند، بخش زالیان، دهستان نهرمیان، ۲/۵ کیلومتری جنوب شرقی روستای کتیران بالا | ۸۵۹۷      | ۱۳۸۲/۰۲/۰۹ |       |
| ۴۲   | تپه قلعه چی زالیان                     |                | پیش از تاریخ ـ تاریخی          | شهرستان شازند، بخش زالیان، دهستان نهرمیان، ۵۰۰ متری غرب روستای قلعه چی               | ۸۵۹۸      | ۱۳۸۲/۰۲/۰۹ |       |
| ۴۳   | تپه مزرعه خاتون ۲                      |                | تاریخی ـ اسلامی                | شهرستان شازند، بخش زالیان، دهستان نهرمیان، ۱/۵ کیلومتری جنوب غربی روستای مزرعه خاتون | ۸۵۹۹      | ۱۳۸۲/۰۲/۰۹ |       |
| ۴۴   | گورستان دارنو                          |                | قاجاریه ـ پهلوی                | شهرستان شازند، بخش زالیان، دهستان پل دوآب، روستای سوارآباد                           | ۱۹۰۵۲     | ۱۳۸۶/۰۲/۲۰ |       |
| ۴۵   | کلیسای‌هاکوپ                            |                | قرون متأخر اسلامی              | شهر شازند، خ شهید باهنر (شازند بفاصله ۳۱ کیلومتری جنوب غرب اراک)                     | ۱۹۶۸۶     | ۱۳۸۶/۰۶/۲۸ |       |
| ۴۶   | تپه سوارآباد                           |                | پیش از آغاز نگارش به بعد       | شهرستان شازند، بخش زالیان، دهستان پل دوآب، روستای سوارآباد                           | ۱۹۶۸۸     | ۱۳۸۶/۰۶/۲۸ |       |
| ۴۷   | تپه گورستان گلشن                       |                | پیش از آغاز نگارش              | شهرستان شازند، بخش سربند، دهستان هندودر، روستای گلشن (کلبی)، ۵ کیلومتری شرق هندودر   | ۱۹۶۹۲     | ۱۳۸۶/۰۶/۲۸ |       |
| ۴۸   | گورستان ارامنه شازند                   |                | قاجاریه ـ اوایل پهلوی          | شهر شازند، خ پانزده خرداد                                                            | ۲۲۰۵۹     | ۱۳۸۶/۱۲/۲۶ |       |
| ۴۹   | تپه کلاوه                              |                | ساسانی ـ اشکانی                | شهرستان شازند، بخش سربند، دهستان مالمیر، روستای ده داوود                             | ۲۲۰۶۰     | ۱۳۸۶/۱۲/۲۶ |       |
| ۵۰   | تپه حاج یوسف                           |                | اشکانی                         | شهرستان شازند، بخش سربند، دهستان مالمیر، روستای حاج یوسف                             | ۲۲۰۶۴     | ۱۳۸۶/۱۲/۲۶ |       |
| ۵۱   | تپه باغ برآفتاب                        |                | تاریخی                         | شهرستان شازند، بخش مرکز ی، دهستان قره کهریز، روستای باغ برآفتاب                      | ۲۲۰۸۲     | ۱۳۸۶/۱۲/۲۶ |       |
| ۵۲   | حمام حاج ربیع                          |                | قاجاریه                        | شهرستان شازند، بخش مرکزی، شهر آستانه، خیابان امام خمینی، میدان سپاه                  | ۲۳۷۹۱     | ۱۳۸۷/۰۸/۲۵ |       |
| ۵۳   | امامزادگان جعفر بین محمد و فضل بن محمد |                | صفویه                          | شهرستان شازند، بخش مرکز ی، شهر آستانه، خیابان امام خمینی، میدان سپاه                 | ۲۵۰۲۴     | ۱۳۸۷/۱۲/۱۸ |       |
| ۵۴   | حمام ملا باقرعلیا                      |                | زندیه                          | شهرستان شازند، بخش سربند، دهستان مالمیر، روستای ملاباقر                              | ۲۵۳۸۰     | ۱۳۸۷/۱۲/۱۸ |       |
| ۵۵   | گورستان ارامنه شازند ۳                 |                | اواخر قاجاریه ـ اوایل پهلوی    | شهر شازند، داخل شهر                                                                  | ۲۶۱۰۵     | ۱۳۸۷/۱۲/۲۶ |       |
| ۵۶   | گورستان ارامنه شازند ۲                 |                | اواخر قاجاریه ـ اوایل پهلوی    | شهرستان شازند، بخش مرکزی، شهر شازند                                                  | ۲۶۱۰۶     | ۱۳۸۷/۱۲/۲۶ |       |